# Ничирен
Ничирен (16 февруари 1222 – 13 октомври 1282) е будистки монах, живял през периода Камакура (1185 – 1333) в Япония. Ничирен преподавал отдаденост към лотосовата сутра (на японски заглавието ѝ е „Мьохо Ренге Кьо), която съдържа учения на историческия Буда, дадени от него към края на живота му като изключително средство за достигане на просветление. Ничирен вярвал, че тази сутра съдържа есенцията на ученията на Буда, между които тези за закона за причинността или кармата. По тази причина централната практика, която Ничирен преподавал, била напевното декламиране на „Даймоку Наму Мьоху Ренге Кьо” .
Ничирен будизмът включва няколко различни школи, интерпретиращи по различен начин ученията на Ничирен, като най-изтъкнатите между тях са Ничирен Шу, Ничирен Шошу и Сока Гакай. Въпреки своите различия обаче всичките школи имат обща основна практика на рецитиране на даймоку. Някои от школите обаче считат Ничирен за прераждане на бодхисатва Висистакаритра (съвременник на историческия Буда Шакямуни, смятан за хранител и защитник на лотосовата сутра), докато други го разглеждат като самия Буда на тази епоха, наричана от тях Маппо или „Последните дни на закона“ .